# 文化便利俱樂部
文化便利俱樂部（日語：カルチュア・コンビニエンス・クラブ，簡稱CCC）是日本一家以零售及文化產業為主要業務的企業集團，以「CCC株式會社」為母公司，1983年創立於大阪府枚方市，現總部位於東京澀谷。
主要經營複合式連鎖影音商店TSUTAYA（中文直譯為「蔦屋」），該連鎖店提供音樂、影像軟體（CD、DVD）和書籍的租賃、販售，以及遊戲軟體的收購、販售。另有「蔦屋書店」、「蔦屋家電」等頂級複合式零售品牌，在書店市場變化中，主打優雅的綜合式文藝購物氛圍的形式。

## 概要
公司於1983年3月24日創業，最初名稱為以漢字書寫的「蔦屋」，之後才改以羅馬字拼寫為「TSUTAYA」；此名稱是取自江戶時代的版元（出版者）蔦屋重三郎。現在以TSUTAYA和T-POINT為核心事業。也成立了「CCC Group」作為事業集團的控股公司。CCC曾在2006年3月1日成立子公司「株式會社TSUTAYA」，將TSUTAYA的經營業務移轉至該公司，CCC則在2006年3月開始至2009年9月間為純粹的控股公司。2009年10月1日將株式會社CCC（元株式會社TSUTAYA）再次吸收合併，現在回復成為控股公司。

### 音樂、影像軟體租賃事業
TSUTAYA是日本最大的音樂、影像軟體租賃連鎖店（部門營業額，2005年度）。除了本業之外，也開發了各種不同形態的店鋪，陸續取得ACOM（アコム，業界第5位）和SUNLEISURE（サンレジャー，業界第3位）旗下的店鋪網，再加上吸收併購其他租賃連鎖店，讓TSUTAYA的規模逐漸擴大。在日本有超過1,250間店鋪。
其中東京澀谷站西北側的TSUTAYA澀谷店，宣稱擁有日本最完整的音樂、影音軟體出租庫藏。例如「戰爭電影」在普通的店鋪中並未繼續細分，但在澀谷店中則進一步分類為古代、二次大戰以前、二次大戰、太平洋戰爭、戰後和反戰、二次大戰以後、架空和未來戰爭等等。
除了部份的店鋪外，會員卡已可共通使用，一間店的會員可在多間店鋪租借影片。部份店鋪還有經營漫畫出租業務。此外，如支付保證金，可使用FamilyMart和BOOK OFF發行的T-CARD租借。
「TSUTAYA DISCAS」則是線上影片租賃事業，會員人數約有一百萬人（2010年9月），是日本同類服務中最多的會員人數。。

### 音樂、影像軟體販售事業
TSUTAYA也是日本最大的音樂、影像軟體販售連鎖店（部門營業額，2005年度）。CCC Group收購了維珍複合書店（Virgin Megastores）、SUMIYA，並和擁有業界次高營業額的新星堂合作。目前在日本有超過1,100間經營販售業務的店鋪。

### 中古書事業
2010年9月25日《朝日新聞》報導，TSUTAYA在橫濱港未來店内開設了稱為「ecobooks」中古書店鋪，並計畫在五年內達到全日本200間店舗的規模。

### 集團外企業合作

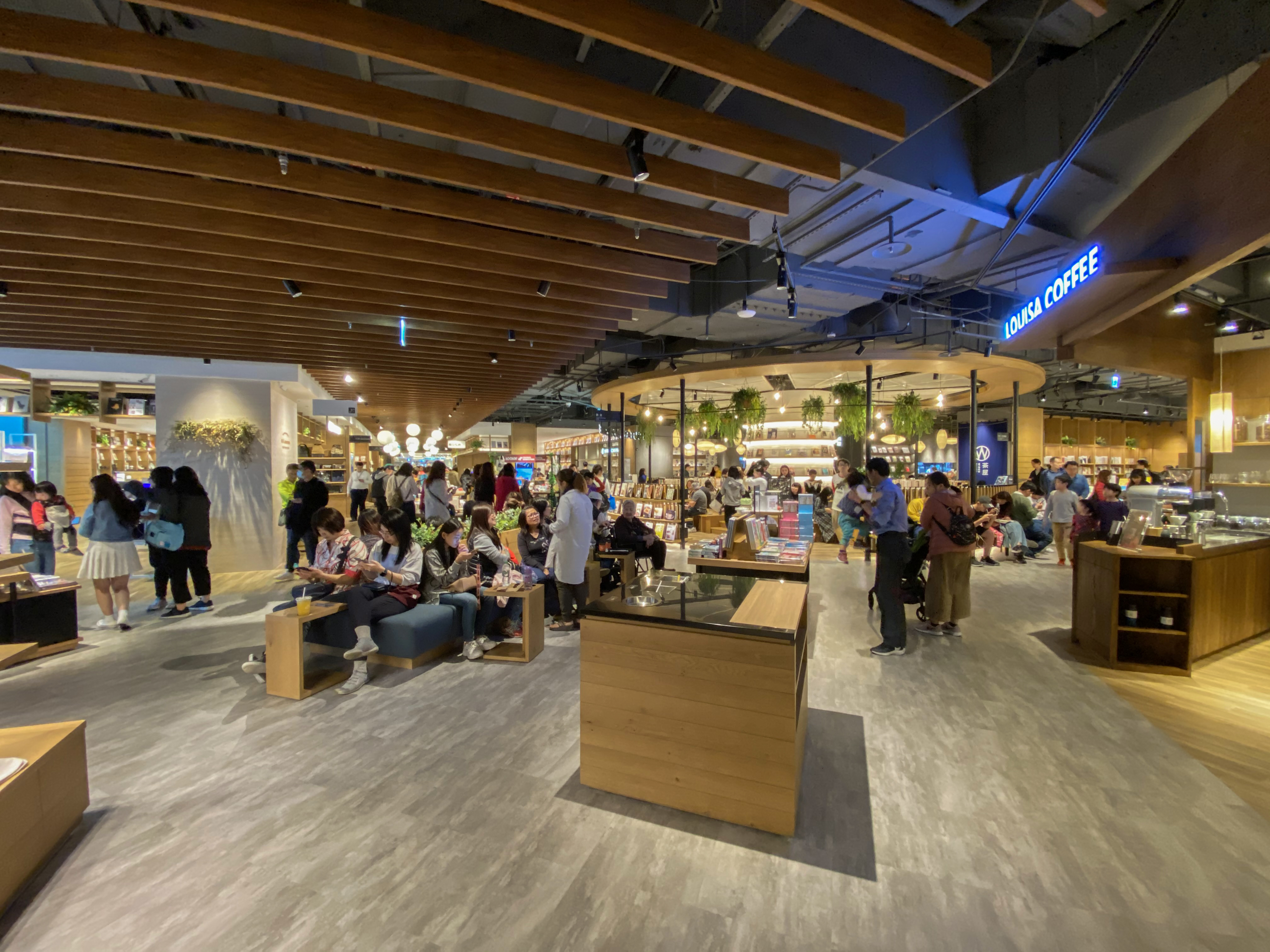
CCC旗下臺灣蔦屋在臺灣與潤泰創新有合作加盟關係，圖為TSUTAYA BOOKSTORE南港店，在2019年12月6日開幕

CCC Group因經營了共通的集點服務「T-POINT」，因此和集團外的公司也積極進行異業合作。
2012年6月25日，得利影視宣佈與CCC進行策略聯盟，CCC以私募方式投資得利影視新台幣2.44億元並取得得利影視33.4%股權，雙方未來將在跨國影音娛樂方面進行合作。
此外，CCC旗下品牌TSUTAYA在臺灣與亞藝影音有合作關係。
蔦屋台灣一號店於2017年1月24日在統一時代百貨開幕，店名為「TSUTAYA BOOKSTORE信義店」。2017年11月24日，CCC旗下品牌TSUTAYA在臺灣與潤泰創新有合作加盟關係，由潤泰創新開台灣二號店（CITYLINK松山店，2017年11月開幕）、三號店（CITYLINK內湖店，2018年3月29日開幕）、四號店（南港店，2019年12月6日開幕）。

## 集團子公司
- 株式會社SUMIYA（すみや）
- 株式會社TSUTAYA WonderGOO（TSUTAYAワンダーグー）
- 株式會社MPD
- 株式會社TOP PARTNERS（トップ・パートナーズ）
- 株式會社Esquire Magazine Japan（エスクァイア マガジン ジャパン）

在日本發行《Esquire》（君子）雜誌。
- 株式會社IMJ（株式会社アイ・エム・ジェイ）

內容製作、網站設計、廣告行銷公司。
- 株式會社DIGITALSCAPE（デジタルスケープ）

內容製作、網站設計、廣告行銷人才派遣公司。
- 株式會社DIGITALHOLLYWOOD（デジタルハリウッド）

營運培育創意工作者的專門學校、四年制大學和研究所。
- 夢之街創造委員會株式會社（夢の街創造委員会株式会社）

經營日本最大規模的外送訂購網站「出前館」。有超過9,300間以上的加盟店，讓消費者在電腦或手機上訂購外送餐點。此外也經營任天堂Wii遊戲主機上的「出前Channel」（外送頻道）
- CCRE（舊稱：CCR ENTERTAINMENT）
- 株式会社LOY ( Production Kawaii )

日本Vtuber娛樂公司，以西方市場為主要發展目標。

## 分店列表

### 日本海外

#### 臺灣
- 臺灣蔦屋（TSUTAYA BOOKSTORE）

| 縣市   | 地點   | 名稱                                  |
| 台北市 | 信義區 | 信義店（統一時代百貨5樓）             |
| 台北市 | 信義區 | 松山店（CITYLINK松山壹號店3樓）       |
| 台北市 | 內湖區 | 內湖店（CITYLINK內湖店1樓）           |
| 台北市 | 南港區 | 南港店（CITYLINK南港店A棟2樓）        |
| 台北市 | 中山區 | 大直NOKE店                            |
| 桃園市 | 桃園區 | 桃園藝文店（桃園市立圖書館總館1樓）   |
| 新竹市 | 北區   | 新竹湳雅店（大魯閣湳雅廣場B1）        |
| 新竹縣 | 竹北市 | 竹北樹海店                            |
| 台中市 | 西屯區 | 台中市政店（T&R廣場2~3樓）            |
| 台中市 | 北區   | 老佛爺店                              |
| 台中市 | 東區   | LaLaport台中店（LaLaport台中北館3樓） |
| 南投縣 | 埔里鎮 | 日月町店                              |
| 高雄市 | 前金區 | 高雄大立店（大立百貨A館1~2樓）        |

- 其他
  - TSUTAYA 亞藝影音：TSUTAYA與台灣中環集團合資設立DVD出租店，現已全部歇業。[6]

#### 中華人民共和國
蔦屋書店在中華人民共和國與中信出版集团进行合作，以“蔦屋書店”（TSUTAYA BOOKS）及“TSUTAYA BOOKSTORE”两种形态展店，截至2025年4月共有12间已开业分店（其中茑屋书店3间，TSUTAYA BOOKSTORE 9间）及1间待开业的TSUTAYA BOOKSTORE。
- 茑屋书店 
  - 杭州蔦屋書店：西湖区天目山路398号（天目里）
  - 上海上生新所茑屋书店：长宁区延安西路1262号上生新所7栋（哥倫比亞鄉村俱樂部）
  - 上海前滩太古里茑屋书店：浦东新区东育路500弄1-9号前滩太古里南区4楼 S-L4-9到15（2021年开业）[8]

- TSUTAYA BOOKSTORE 
  - TSUTAYA BOOKSTORE成都仁恒置地广场店：锦江区人民南路二段1号仁恒置地购物中心B馆1-2F （2022年8月31日开业）
  - TSUTAYA BOOKSTORE青岛海天MALL店：市南区香港西路48号海天中心3F  （2022年9月30日开业）
  - TSUTAYA BOOKSTORE深圳中洲湾店：福田区滨河大道9283号中洲湾 C Future City（中洲滨海商业中心）一期2栋B228-B230  (2022年12月15日开业）
  - TSUTAYA BOOKSTORE重庆印象城店：渝中区华盛路6号4-18 重庆印象城4F 417 （2023年9月28日开业）
  - TSUTAYA BOOKSTORE武汉江汉路店：江岸区江汉路18号 （2023年12月16日开业）
  - TSUTAYA BOOKSTORE北京朝阳THE BOX店：朝阳区朝外大街10号THE BOX朝外年轻力中心B馆1-3层 （附带SHARE LOUNGE业态，2024年4月20日开业）
  - TSUTAYA BOOKSTORE无锡周新里店：经济技术开发区立信大道51号周新古镇周新里4号楼（2024年9月28日开业）
  - TSUTAYA BOOKSTORE宁波K11店：鄞州区中山东路366号THE PARK by K11 Select3层D馆D304-D305（2024年1月签约，同年12月21日开业[9]）
  - TSUTAYA BOOKSTORE无锡惠山映月里店：梁溪区宝善街18号惠山古镇惠山浜17号、19号（2024年12月28日开业）[10]

- 已簽約開發案 
  - TSUTAYA BOOKSTORE武汉民众乐园店：江汉区民众乐园 （附带SHARE LOUNGE业态，装修中，预计2024年下半年开业）
  - 成都茑屋书店：成都地铁TOD项目，已签约待选址，产品线未定
  - 南昌茑屋书店：青山湖区艾溪湖北路新力新生荟 (已签约，因项目停工已搁置，产品线未定）

- 已關閉分店
  - 西安迈科中心茑屋书店：高新区锦业路12号迈科中心B座1层102-103室（原言几又西安迈科旗舰店）（因经营调整及合作方原因于2024年10月8日闭店，此为茑屋在中華人民共和國首次關閉分店）
  - TSUTAYA BOOKSTORE上海MOHO店：静安区江宁路699号MOHO 3F （2022年12月31日开业，2025年1月因商场业态调整原因暂停营业，2025年4月8日官宣结业）
  - TSUTAYA BOOKSTORE天津仁恒伊勢丹店：南开区东马路137号仁恒伊势丹B2 M2-3 （曾为内地首间TSUTAYA BOOKSTORE，2021年9月30日开业，2025年3月31日结业，原址预计由天津出版集团内山书店接手）

#### 马来西亚
- 茑屋书店 
  - 吉隆坡蔦屋書店：武吉加里尔柏威年广场（2022年开业）

## 圖集

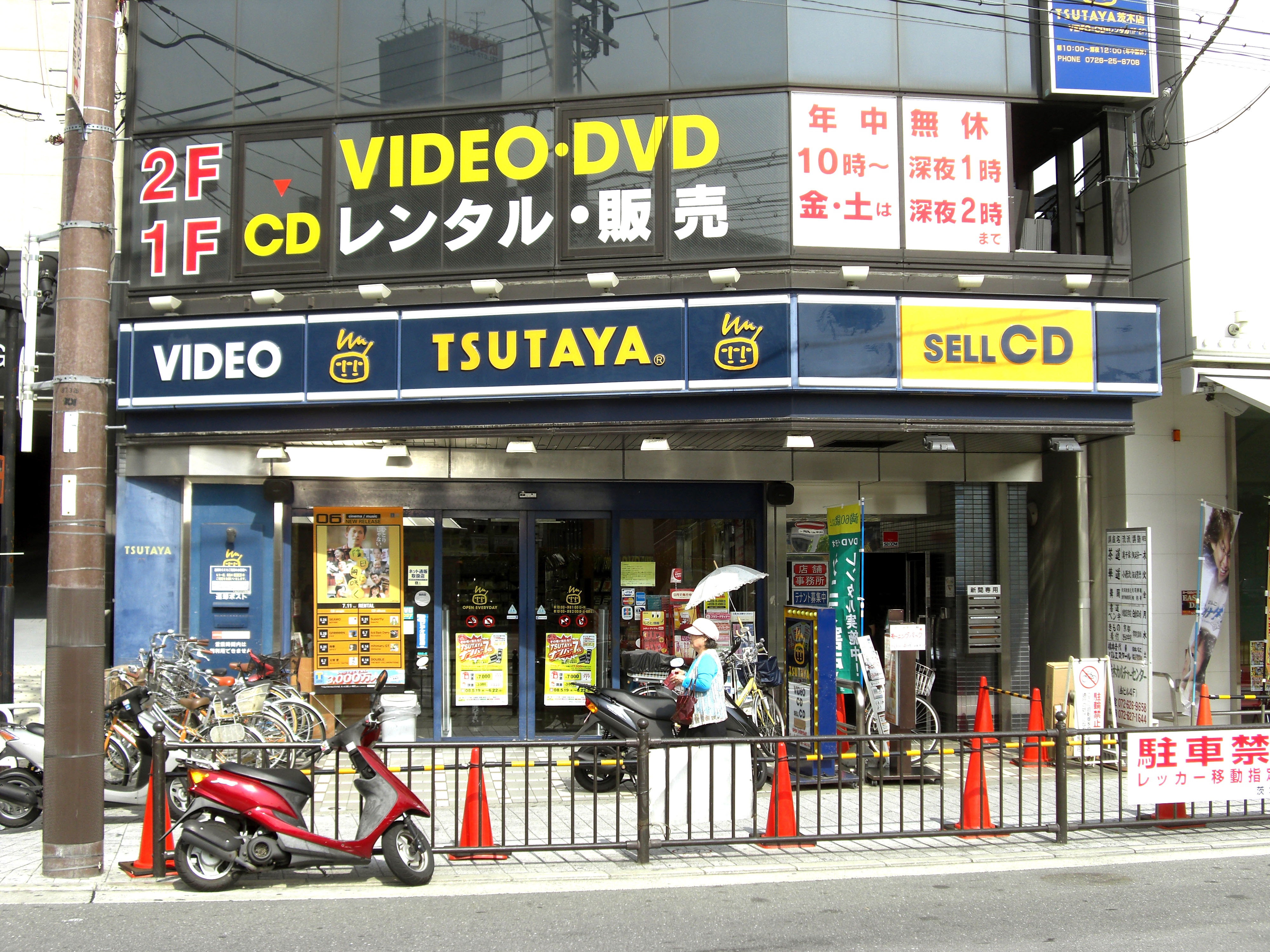
TSUTAYA茨木店（2017年7月31日閉店）。該店為TUSTAYA典型的市區型店鋪。
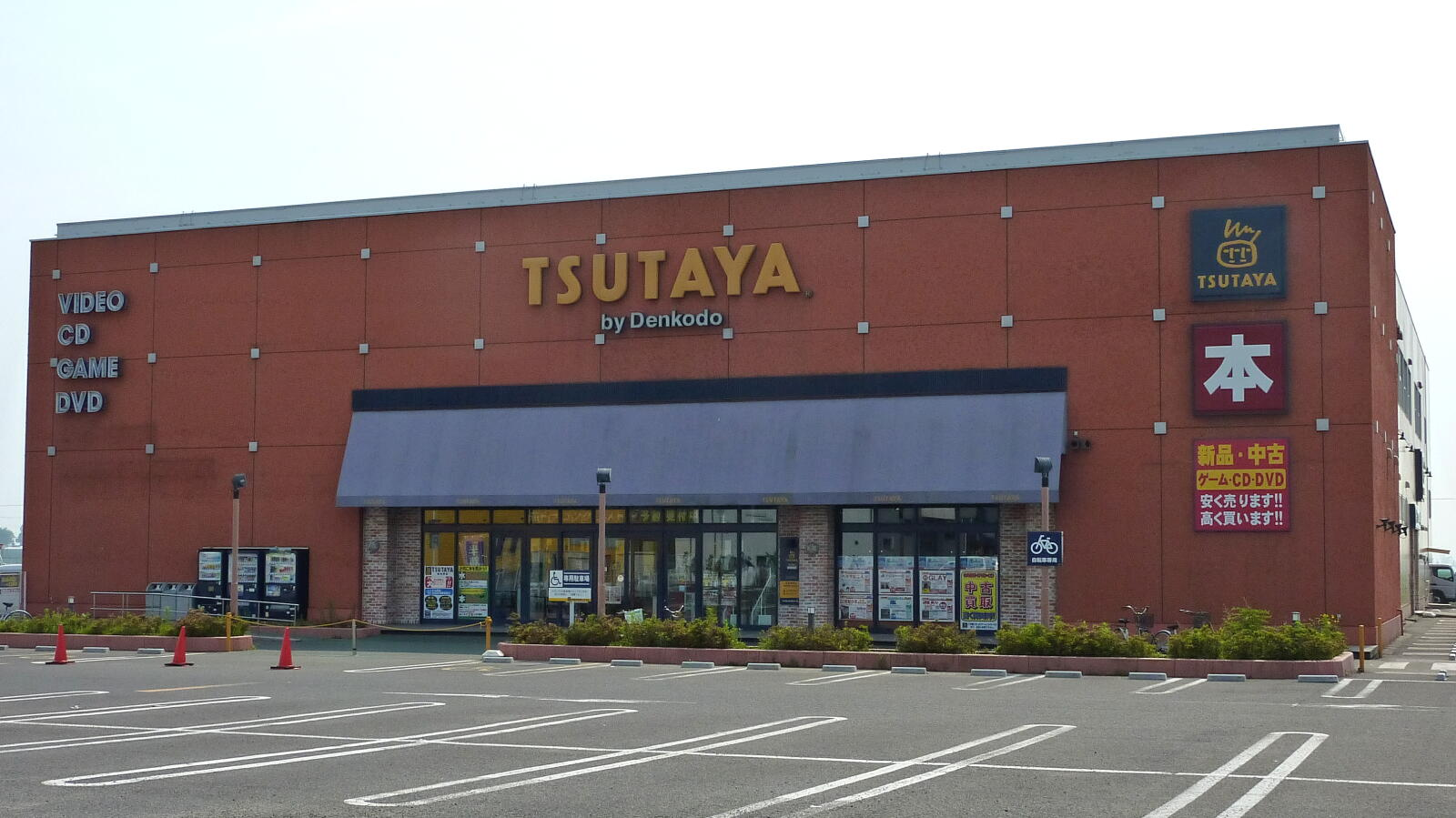
TSUTAYA仙台南店。該店為TUSTAYA典型的郊區型店鋪。
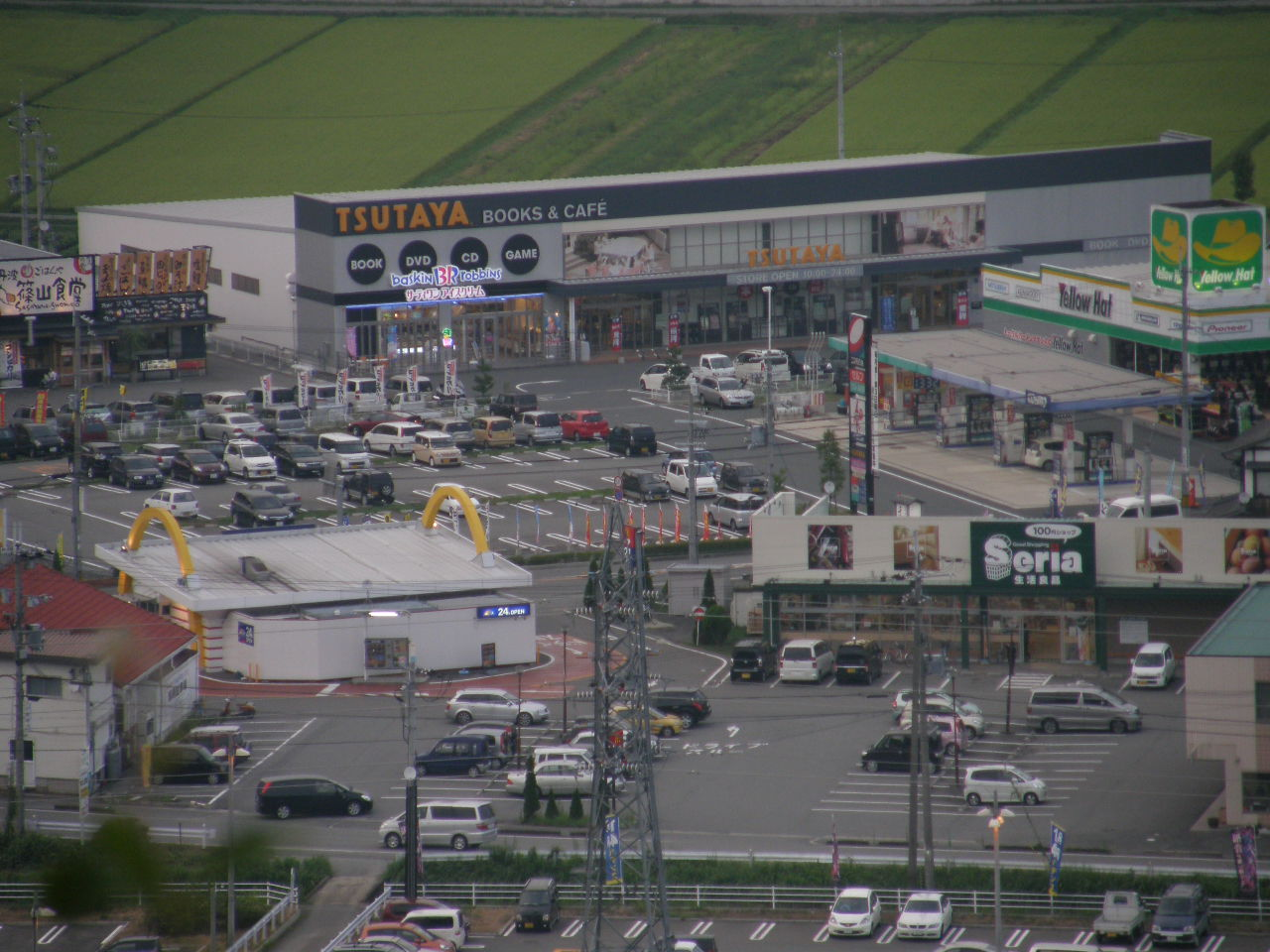
TSUTAYA部分店鋪採取特許經營，在郊區展店時與其他零售商店透過共同路邊展店（日语：ロードサイド店舗）產生加乘的集客效應。此為位於兵庫縣丹波篠山市的TSUTAYA店舖。
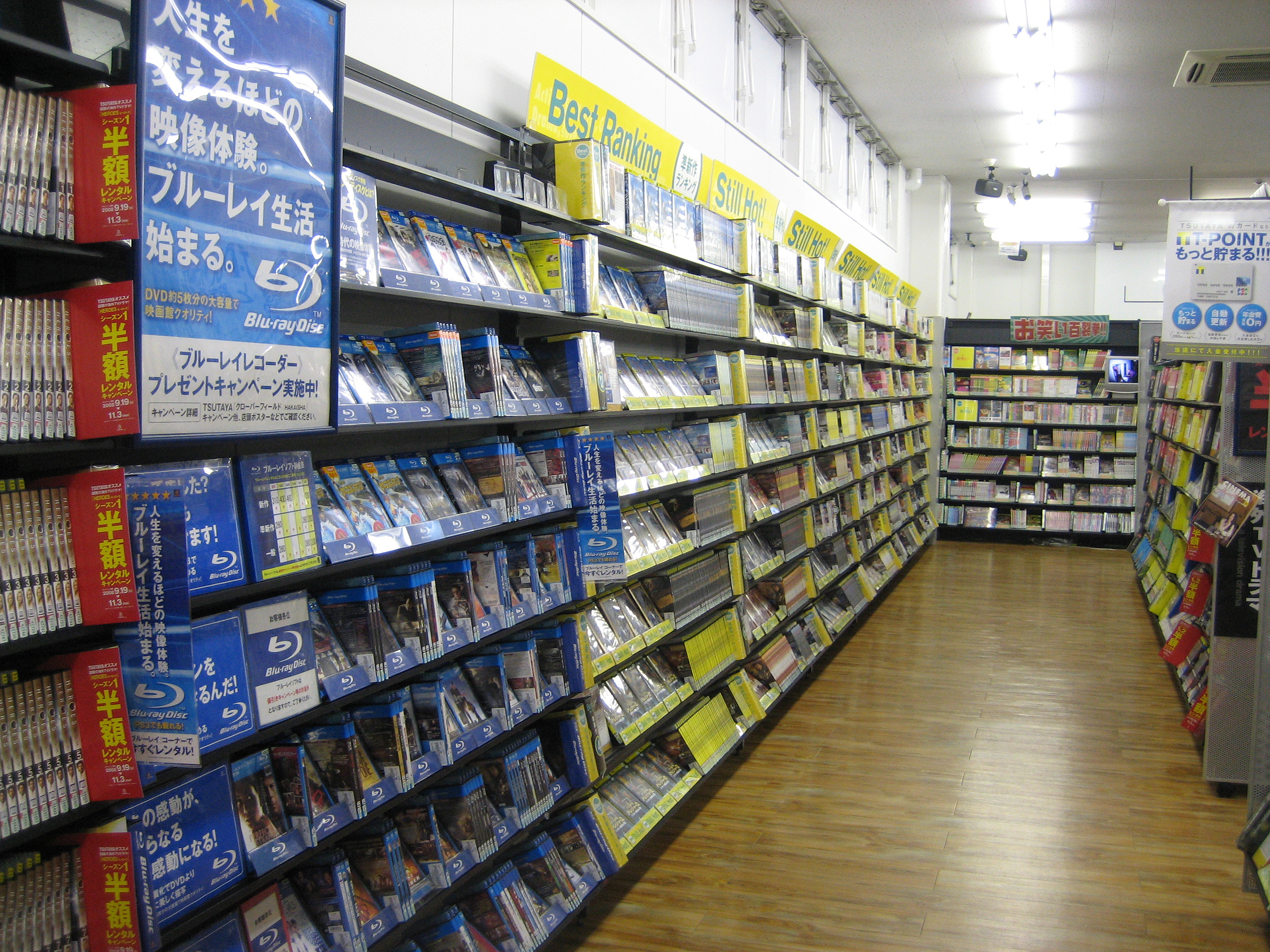
TSUTAYA店鋪內的影片租賃專區
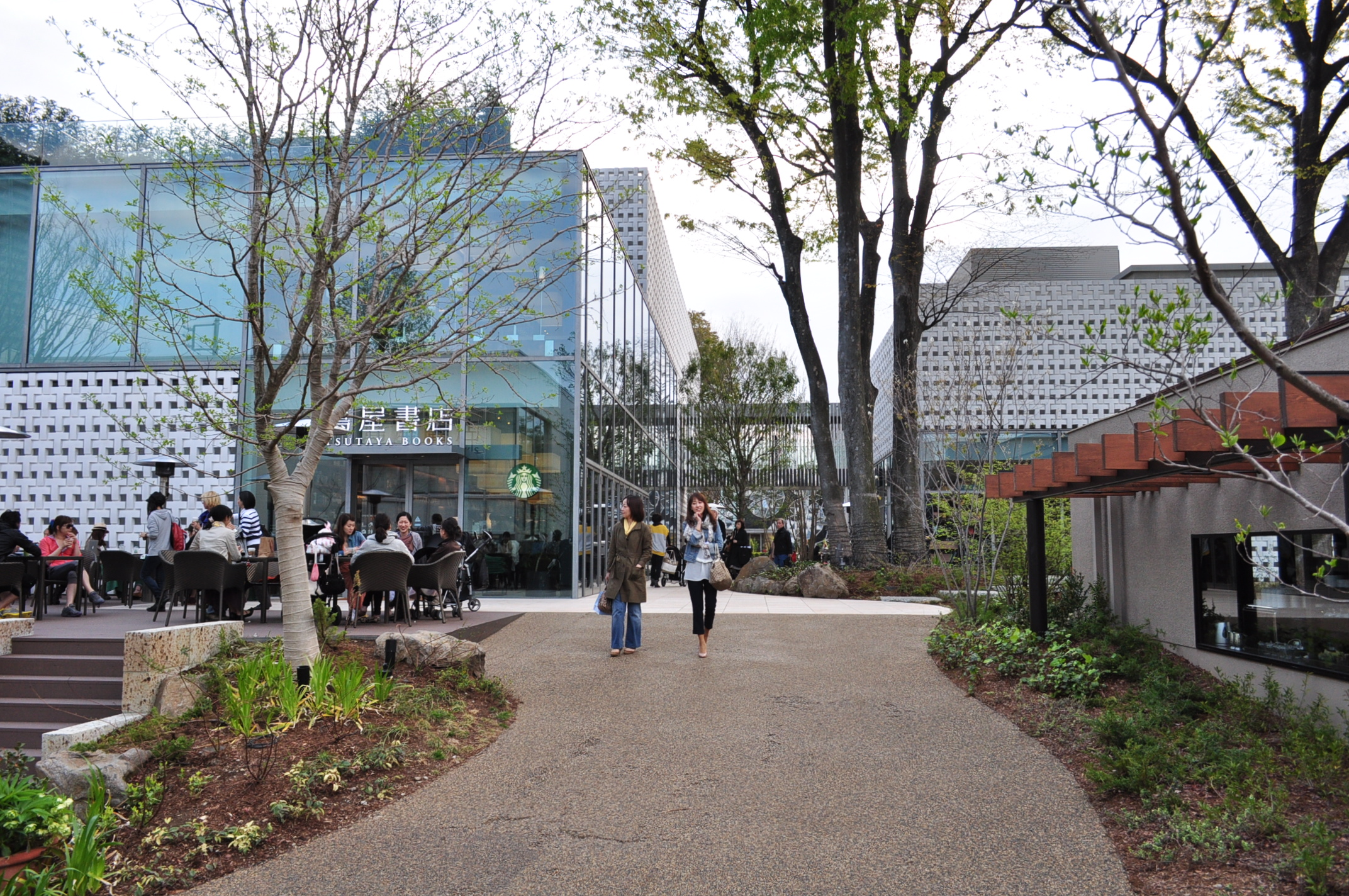
代官山蔦屋書店
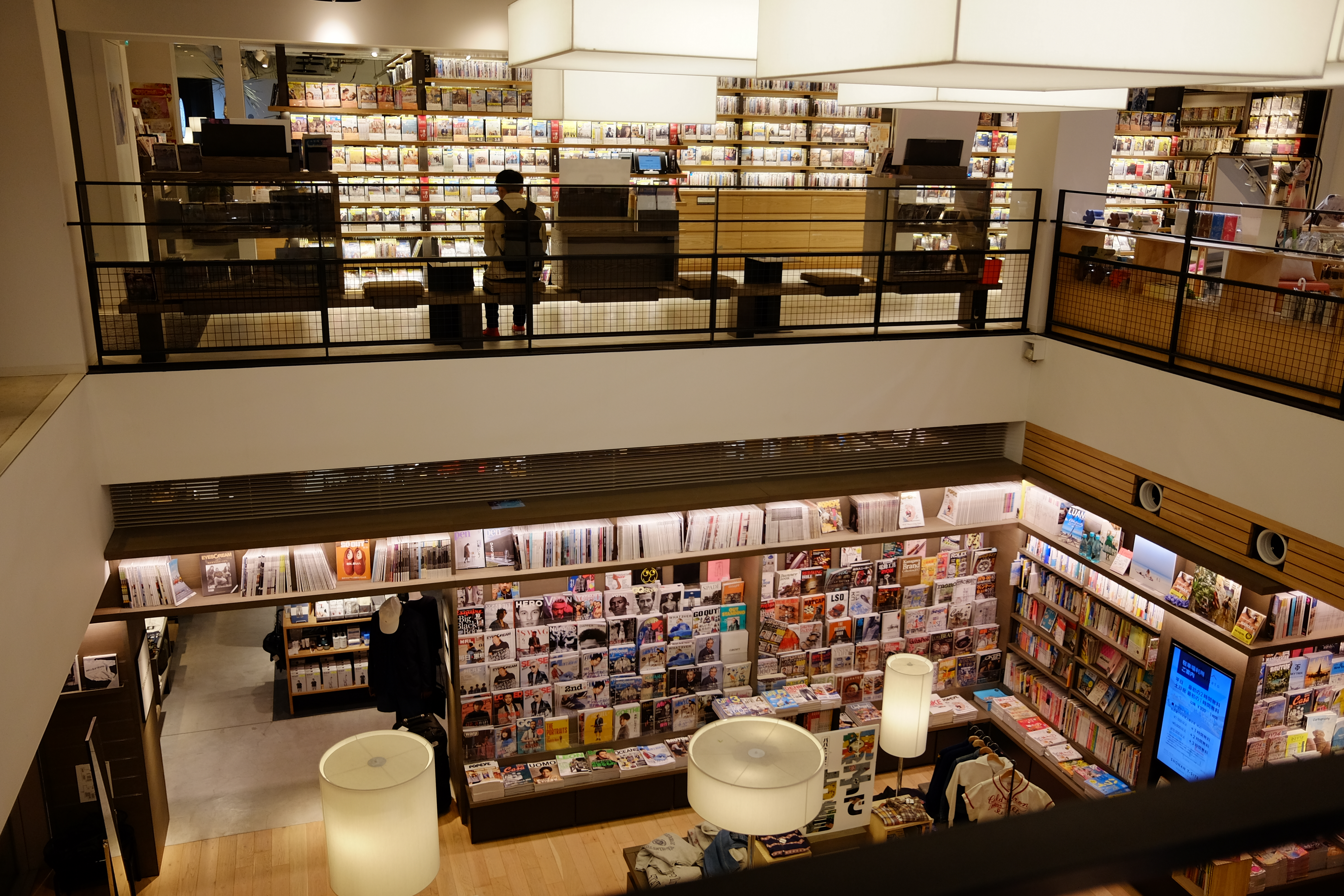
湘南T-SITE
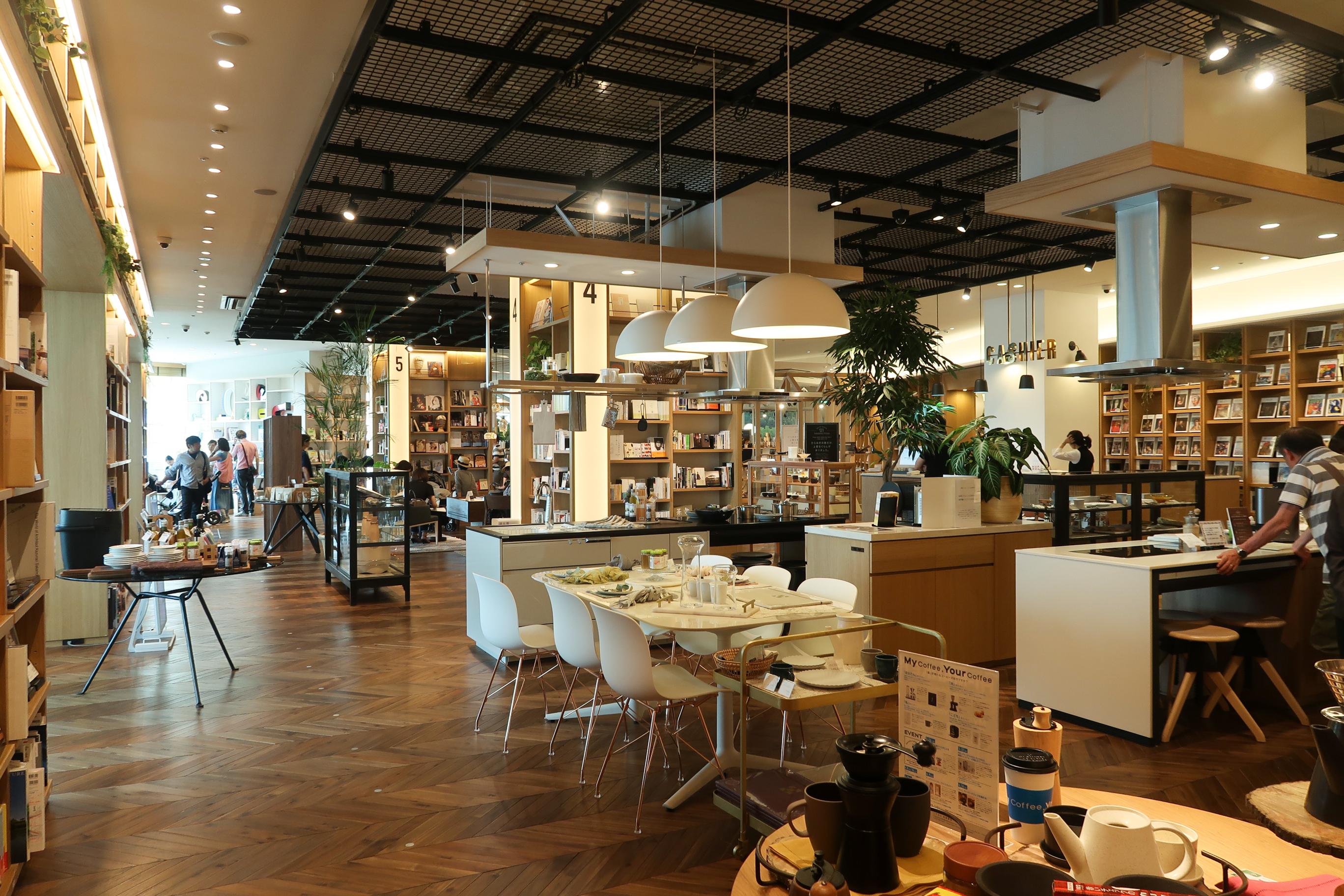
位於東京二子玉川的「二子玉川 蔦屋家電」複合式商場
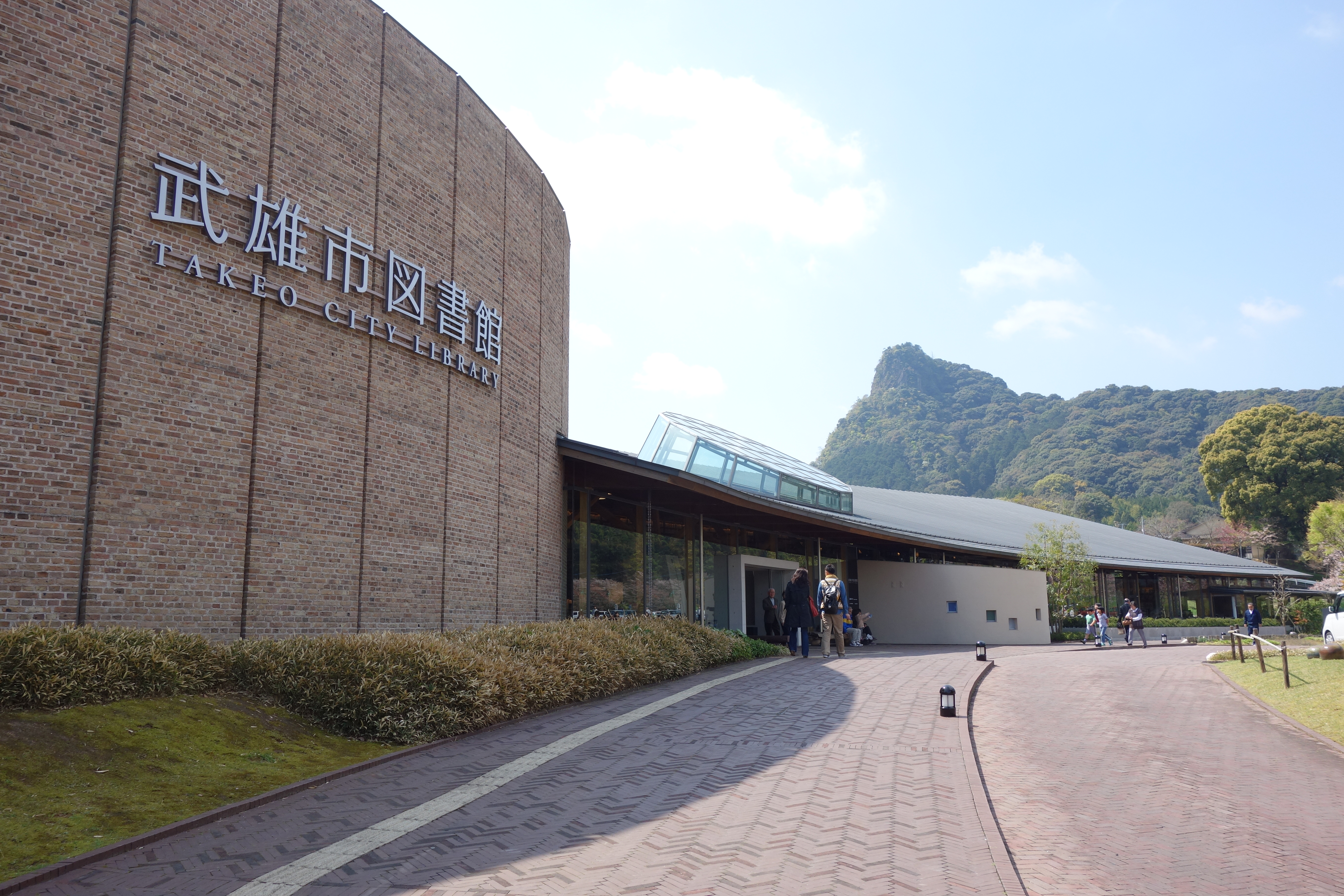
由CCC受託經營的佐賀縣武雄市圖書館（日语：武雄市図書館）
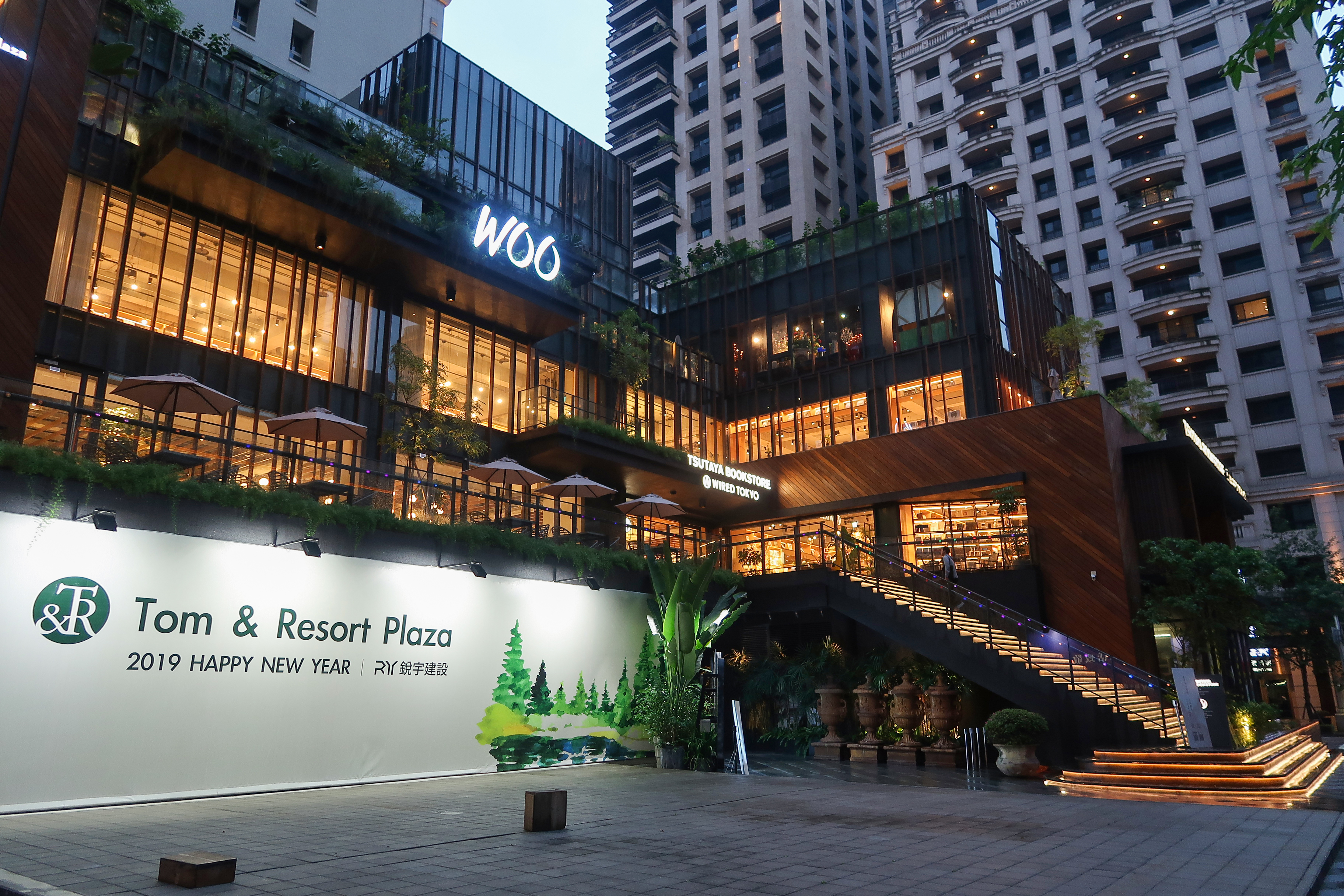
TSUTAYA BOOKSTORE 台中市政店
吉隆坡蔦屋書店
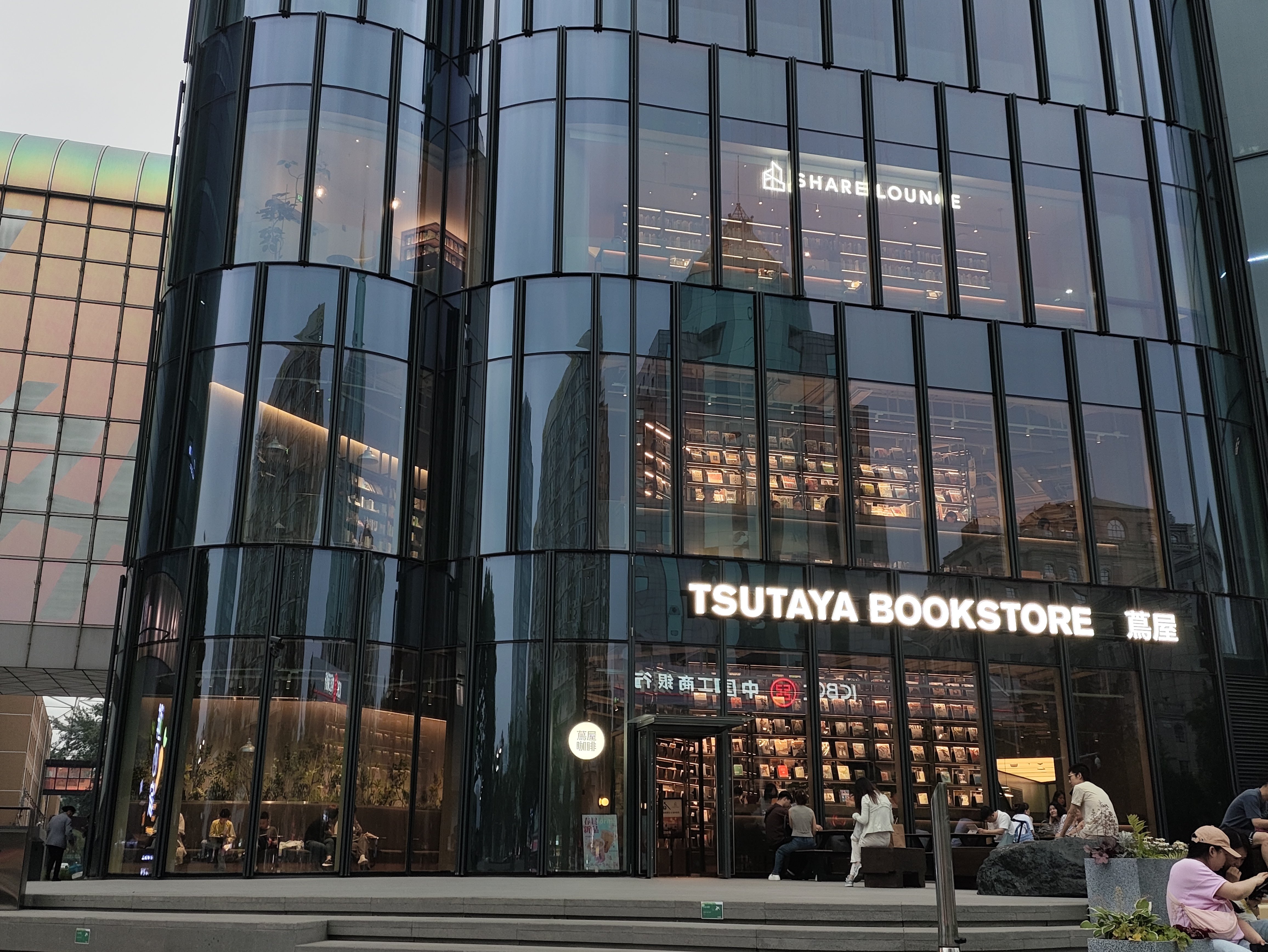
TSUTAYA BOOKSTORE北京朝外THE BOX店外景
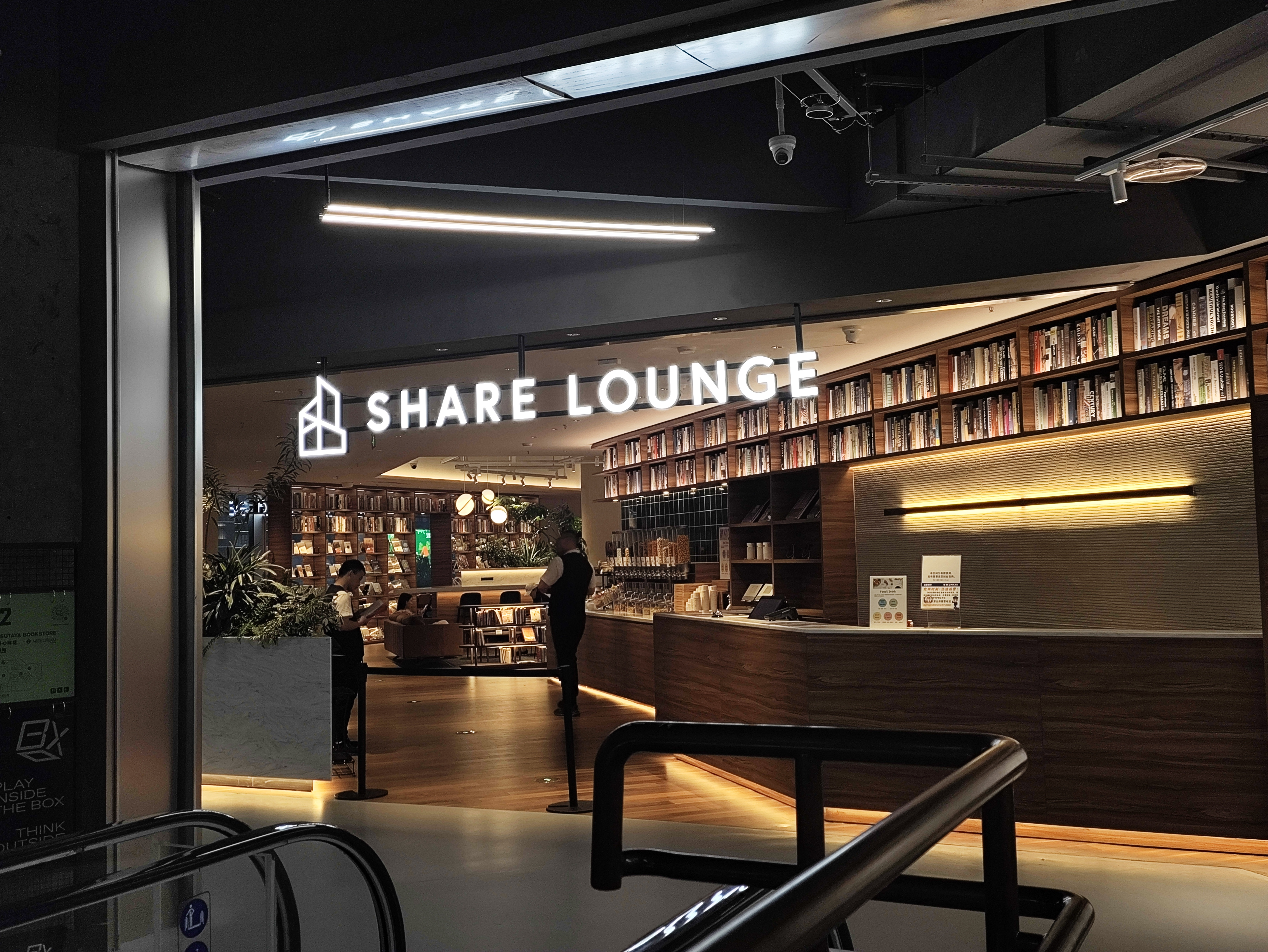
中国大陆的部分TSUTAYA BOOKSTORE提供Share Longue区域，为顾客提供收费的空间使用服务，此为北京朝外THE BOX店的相关区域。

## 外部鏈結
- Culture Convenience Club （页面存档备份，存于）
  - TSUTAYA ONLINE （页面存档备份，存于）
  - TSUTAYA DISCAS （页面存档备份，存于）
  - T-POINT SITE （页面存档备份，存于）
  - T-SITE （页面存档备份，存于）
  - T-POINT LADIES GOLF TOURNAMENT
- 臺灣蔦屋 （页面存档备份，存于）
  - TSUTAYA BOOKSTORE TAIWAN的Facebook專頁
  - 文化便利俱樂部的Instagram帳戶
  - 台灣公司資料